# Avenida Las Industrias
La Avenida Las Industrias es una arteria vial de Santiago de Chile que cruza las comunas de San Joaquín y La Granja siendo la principal avenida de la primera.

## Recorrido
En el tramo de San Joaquín conecta todos los barrios centrales de la comuna, como la famosa Población La Legua que antiguamente siempre fue vista como una de las peores y más peligrosas poblaciones de Santiago de Chile.
También el Barrio El Pinar, cuya población es en su gran mayoría del sector social C2 y C3, es famoso porque en él se encuentra la antigua fábrica textil SUMAR, muy famosa en los años 70 por rebelarse contra la dictadura militar de Augusto Pinochet. Ambos barrios son los más destacados de la comuna, principalmente por su historia durante la dictadura en la cual ambos se alzaron contra las fuerzas militares.
En el tramo final dirección sur correspondiente a la comuna de La Granja solo pasa por el sector norte hasta llegar a la avenida Yungay. En este tramo se encuentra La Población Joao Goluart, una de las poblaciones más antiguas de la capital.

## Red Metropolitana de Movilidad
La avenida posee un corredor de la Red Metropolitana de Movilidad, el cual cuenta con el servicio 204 que conecta la Alameda con Puente Alto, usando dicho corredor.
- Datos: Q24941996